# Кох, Эрланд фон
Си́гурд Кристиа́н Яг Э́рланд Фогт фон Кох (швед. Sigurd Christian Jag Erland Vogt von Koch; 26 апреля 1910, Стокгольм, Швеция — 31 января 2009, там же) — шведский композитор, дирижёр, педагог. Сын шведского композитора Сигурда фон Коха (1879—1919).

## Биография
В 1931—1935 годах учился в Стокгольмской консерватории, получив диплом хормейстера и органиста; композицию изучал там же у Эрнста Эльберга и Мельхера Мельхерса, почерпнув у первого вкус к контрапункту, а у второго — интерес к французской музыке, особенно к Морису Равелю. По собственному признанию Коха, большое впечатление на него произвели в молодости Дмитрий Шостакович (чей Первый фортепианный концерт в авторском исполнении он слышал, наряду с оперой «Катерина Измайлова», во время поездки в Ленинград в 1934 году) и Бела Барток (гастролировавший в том же году в Стокгольме). В 1936—1938 годах продолжил образование в Берлине и Париже, в том числе у Пауля Хёффера (композиция), Клеменса Крауса (дирижирование) и Клаудио Аррау (фортепиано), по возвращении в Швеции частным образом совершенствовался как дирижёр под руководством Тура Манна.
В 1940 году дебютировал как дирижёр. В 1939—1975 годах преподавал в частной музыкальной школе Карла Вольфарта, с 1953 года — также в Высшей музыкальной школе (с 1968 года — профессор) в Стокгольме. Один из учеников — Арне Мелльнес.
В числе его сочинений — шесть симфоний, 5 балетов, 12 скандинавских танцев. Сочинял музыку почти до последних лет жизни.

## Сочинения
- оркестровая трилогия (1957):
  - «Оксбергские вариации»
  - «Лапландские метаморфозы»
  - «Даларнская рапсодия» (другое название «Танцевальная рапсодия»)
- фортепианные концерты
- камерно-инструментальные сочинения
- произведения для фортепиано, для органа, для тубы и других инструментов
- музыка к кинофильмам, в частности ко многим картинам Ингмара Бергмана.

## Признание
- 1957 — член Королевской музыкальной академии в Стокгольме.